# Henry Howard (15e comte d'Arundel)
Pour les articles homonymes, voir Henry Howard et Howard.
Henry Frederick Howard (15 août 1608 - 17 avril 1652) est un noble anglais, surtout connu pour son rôle dans le développement de la règle contre les perpétuités. Il est appelé Lord Maltravers jusqu'en 1640, et baron Mowbray de 1640 à 1652, avant d'être titré comte d'Arundel.

## Biographie
Il est le deuxième fils de Thomas Howard (14e comte d'Arundel), et de Lady Alethea Talbot, plus tard 13e baronne Furnivall. Après la mort de son père en 1646, il devient comte d'Arundel et chef titulaire de la famille Howard.
La grand-mère d'Arundel, Anne, la comtesse douairière, s'est arrangée pour que Henry soit baptisé «Frederick Henry» au palais de Woodstock avec la reine Anne comme marraine. Les enfants de la reine Henry et Elizabeth étaient également présents. Il étudie au St John's College, Cambridge, s'inscrivant en 1624.
Avant d'accéder à la pairie, Lord Arundel est député d'Arundel au Parlement d'Angleterre de 1628 à 1629. Il est de nouveau élu pour représenter Arundel en mars 1640, mais est appelé à la Chambre des lords par bref d'accélération en tant que baron Mowbray, l'un des titres subsidiaires de son père, avant de pouvoir prendre son siège. Il représente Callan au Parlement d'Irlande en 1634. Il devait hériter de la pairie de sa mère (baron Furnivall), mais il est mort avant elle et à sa mort en 1654, le titre passe à son fils aîné Thomas.
Henry cherche à contrôler la succession de certains de ses biens immobiliers après sa mort. À cette fin, il place dans son testament une clause afin que le titre de propriété soit transféré à son fils aîné (qui est mentalement déficient) puis à son deuxième fils, et le titre d'autres biens passerait à son deuxième fils, puis à son quatrième fils. Le plan successoral prévoit également le transfert des titres plusieurs générations plus tard si certaines conditions devaient se présenter.
Lorsque son deuxième fils, Henry, succède à frère aîné, il n'a pas voulu céder l'autre propriété à son jeune frère, Charles. Celui-ci intente une action pour faire valoir son droit, et le tribunal (dans ce cas, la Chambre des lords) juge qu'une telle condition changeante ne pouvait pas exister indéfiniment. Les juges estiment que l'immobilisation des biens trop longtemps au-delà de la vie des personnes vivant à l'époque est une erreur, même si la période exacte n'a pas été déterminée avant 150 ans.

## Famille
Lord Arundel épouse Lady Elizabeth Stuart, fille d'Esmé Stuart (3e duc de Lennox), le 7 mars 1626. Ils ont neuf fils et trois filles:
- Thomas Howard (5e duc de Norfolk) (1626 / 27-1677), est mort sans descendance
- Henry Howard (6e duc de Norfolk) (1628–1683 / 84), ancêtre du 7e au 9e ducs de Norfolk
- Philip Howard (1629-1694), cardinal catholique
- Charles Howard (1630–1713), épouse Mary Tattershall (décédée en 1695), a des descendants, dont Henry Howard de Greystoke; qui épouse Mary Aylward (décédée en 1747), et dont descendent Charles Howard (10e duc de Norfolk) et Charles Howard (11e duc de Norfolk)
- Lady Anne Howard (née 1632)
- Lady Catherine Howard (1634–1655)
- Talbot Howard (né en 1636)
- Edward Howard (1637-1691), épouse Anne Wilbraham. L'arrière-petit-fils d'Edward, Thomas Howard (1736–1824), un Quaker, renonce à la succession en 1812.
- Francis Howard (1640–1683), est décédé à Geele, Belgique, comme indiqué dans la biographie de son frère le cardinal Philip Howard.
- Bernard Howard de Glossop (1641-1717), épouse Catherine Tattershall (décédée en 1727, sœur de la femme de son frère Charles, Mary) et a des descendants, notamment Bernard Howard II de Glossop, qui épouse Anne Roper (décédée en 1744), ancêtres de Bernard Howard (12e duc de Norfolk) (dont descendent tous les ducs de Norfolk suivants) et Henry Howard-Molyneux-Howard
- Esme Howard (1645-1728), a une fille, décédée célibataire
- Lady Elizabeth Howard (1651-1705)
- John Howard (1652–1711)